# Refus de guichet en France
Le refus de guichet (appelé aussi « refus guichet ») est un refus oral opposé par un agent public qui a reçu un usager dans les locaux de l'administration (au « guichet »).
L'intitulé complet utilisé par la juridiction administrative est « refus verbal d'instruire [...] au guichet » « refus opposé au guichet ».
Dans certaines circonstances, le refus de guichet pourrait être considéré comme un détournement de procédure.

## Exemples
Parmi les refus de guichet possibles, citons le refus d'enregistrer une demande de carte de séjour de la part d'un fonctionnaire à la préfecture, de visa de la part d'un agent consulaire, ou encore d'inscrire un enfant étranger dans une école en dépit de la loi qui oblige la scolarisation de la part d'un directeur d'établissement scolaire. 

## Recours
L'administration ne peut pas être tenue responsable pénalement des fautes des fonctionnaires. Éventuellement, l'administré qui prétend qu'on lui a refusé un droit peut saisir sa juridiction administrative (par exemple tribunal administratif ou Conseil d'État en France) au prétexte d'un référé « mesures utiles », dans le but d'obtenir l'étude de son droit (acceptation des pièces qu'il entend déposer).

## Utilisation du refus de guichet comme dépôt de demande
Certaines personnes qui se sont vu opposer un refus de guichet ont directement prévenu, ou par l'intermédiaire de leur avocat, l'administration par lettre recommandée qu'ils viendraient déposer à nouveau leur demande en précisant une date.
Lorsqu'un refus leur est à nouveau opposé, ils font valoir devant la juridiction administrative que le refus oral, même s'il n'est pas émis dans les formes et même s'il est lié à un excès de pouvoir, constitue en fait un refus après étude sommaire au guichet de leur demande.
Ainsi, « le refus d'enregistrement d'une demande de titre de séjour, lorsqu'il est motivé par une appréciation portée sur le droit de l'étranger à obtenir un titre de séjour et non sur le seul caractère incomplet du dossier constitue un refus de titre de séjour à l'encontre duquel l'étranger concerné est recevable à se pourvoir [et…] ce refus, qui […] est un refus de titre, […] a été opposé par une personne [non] régulièrement habilitée à le faire ».